# Creochiton
Creochiton es un género botánico de plantas fanerógamas de la familia Melastomataceae con dos especies

## Taxonomía
El género fue descrito por Carl Ludwig Blume y publicado en Flora 14: 506, en el año 1831.

## Especies
- Creochiton rosea Merr.	Publ. Bur. Sci. Gov. Lab. 29: 32	1905
- Creochiton superba Naudin	Ann. Sci. Nat., Bot., sér. 3. 18(2): 153-154	1852